# دایل ایرین
دایل ایرین (Dáil Éireann) مجمع‌عمومی ایرلند است که مجلس سفلا و مجلس قانونگذاری ایرلند یه شمار می‌رود. در آن رئیس‌جمهور ایرلند و مجلس اعلا حضور دارند و دربر گیرنده ۱۶۰ عضو است که به تیکتا دالا موسوم هستند و به علامت اختصاری TDs نشان داده می‌شود. تیکتا دالا ۳۹ حوزه انتخاباتی را نمایندگی می‌کند که با رای مستقیم حداقل به مدت پنج‌سال انتخاب می‌شوند. این انتخابات به وسیله نظام انتخاباتی تک‌رأی انتقال‌پذیر و نمایندگی تناسبی صورت می‌گیرد و نظام پارلمانی ایرلند دارای دو مجلس است.